# Smederevo
Smederevo (in serbo Смедерево?, Smederevo; in turco Semendire; in tedesco Semendria) è una città della Serbia Centrale. Secondo i dati del censimento del 2002 la città contava 62805 abitanti, mentre la municipalità 109809. Smederevo, città posta sulle rive del Danubio, è il centro amministrativo del distretto di Podunavlje.
Smederevo fu capitale della Serbia per un breve periodo nel XV secolo (1430-1439) e durante il primo periodo di risveglio nazionale e di liberazione dalla dominazione ottomana (1806).

## Nome
In serbo la città è conosciuta con il nome di Smederevo o Смедерево, in latino come Semendria, in ungherese come Szendrő o Vég-Szendrő, in turco come Semendire e infine in tedesco come Semendria o Smederewo in italiano come Samandria.

## Storia

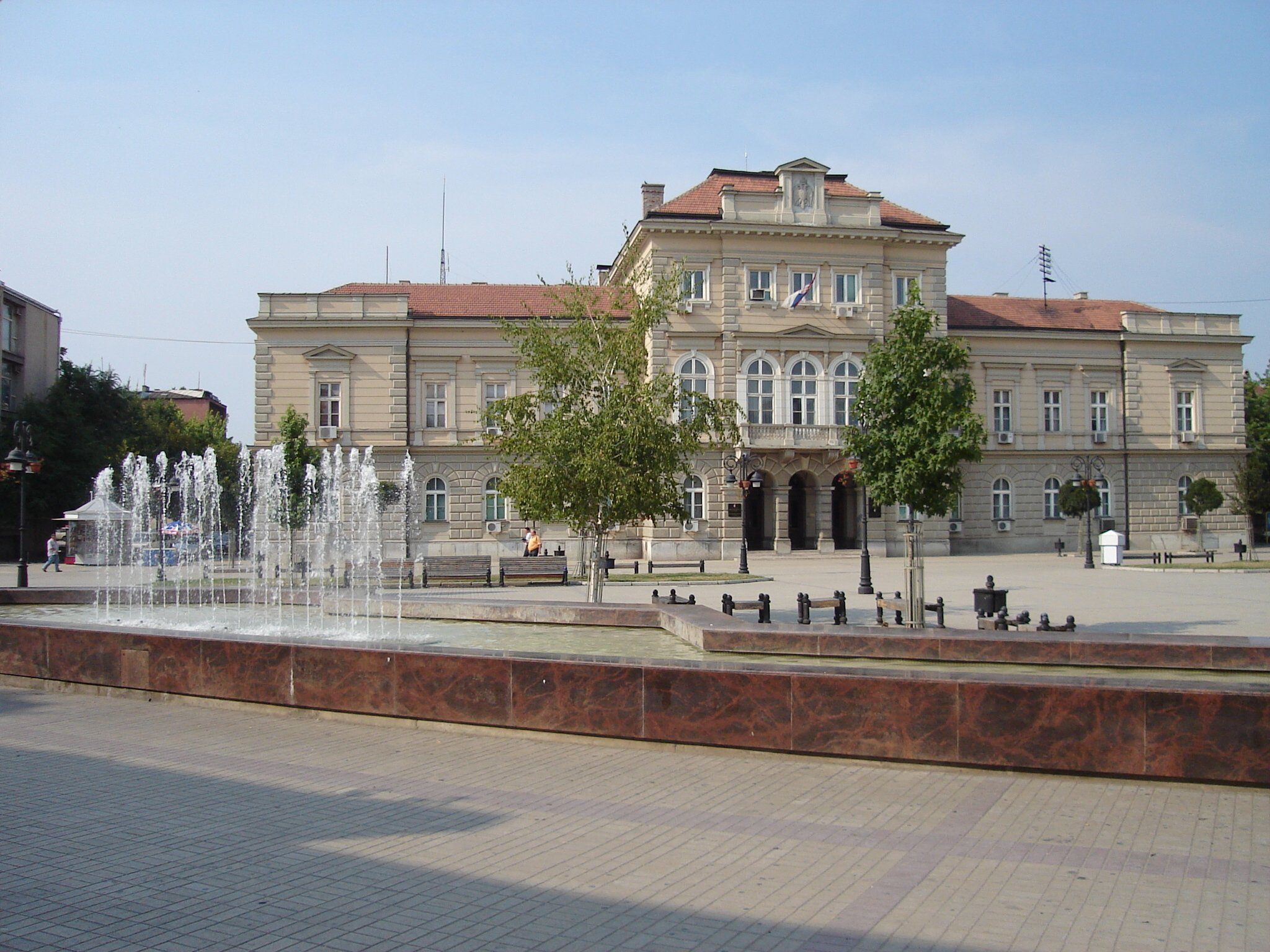
Municipio di Smederevo

Il moderno fondatore della città fu il principe Đurađ Branković nel XV secolo, che iniziò a costruire la fortezza di Smederevo nel 1430. Quando egli divenne il signore di Tokaj, in Ungheria, iniziò a piantare e coltivare vigneti provenienti da Smederevo nei suoi nuovi possedimenti: da ciò ebbe origine il noto vino bianco Tokaji. Smederevo divenne la residenza della dinastia Branković e la capitale della Serbia dal 1430 al 1439, quando venne conquistata dagli Ottomani dopo due mesi di assedio.
Nel 1444, secondo quanto previsto dall'accordo di pace di Seghedino tra il Regno d'Ungheria e l'Impero ottomano, il sultano ottomano restituì la città a Đurađ Branković, alleato del condottiero ed eroe ungherese János Hunyadi. Il 22 agosto 1444 il principe serbo prese possesso pacificamente della città.

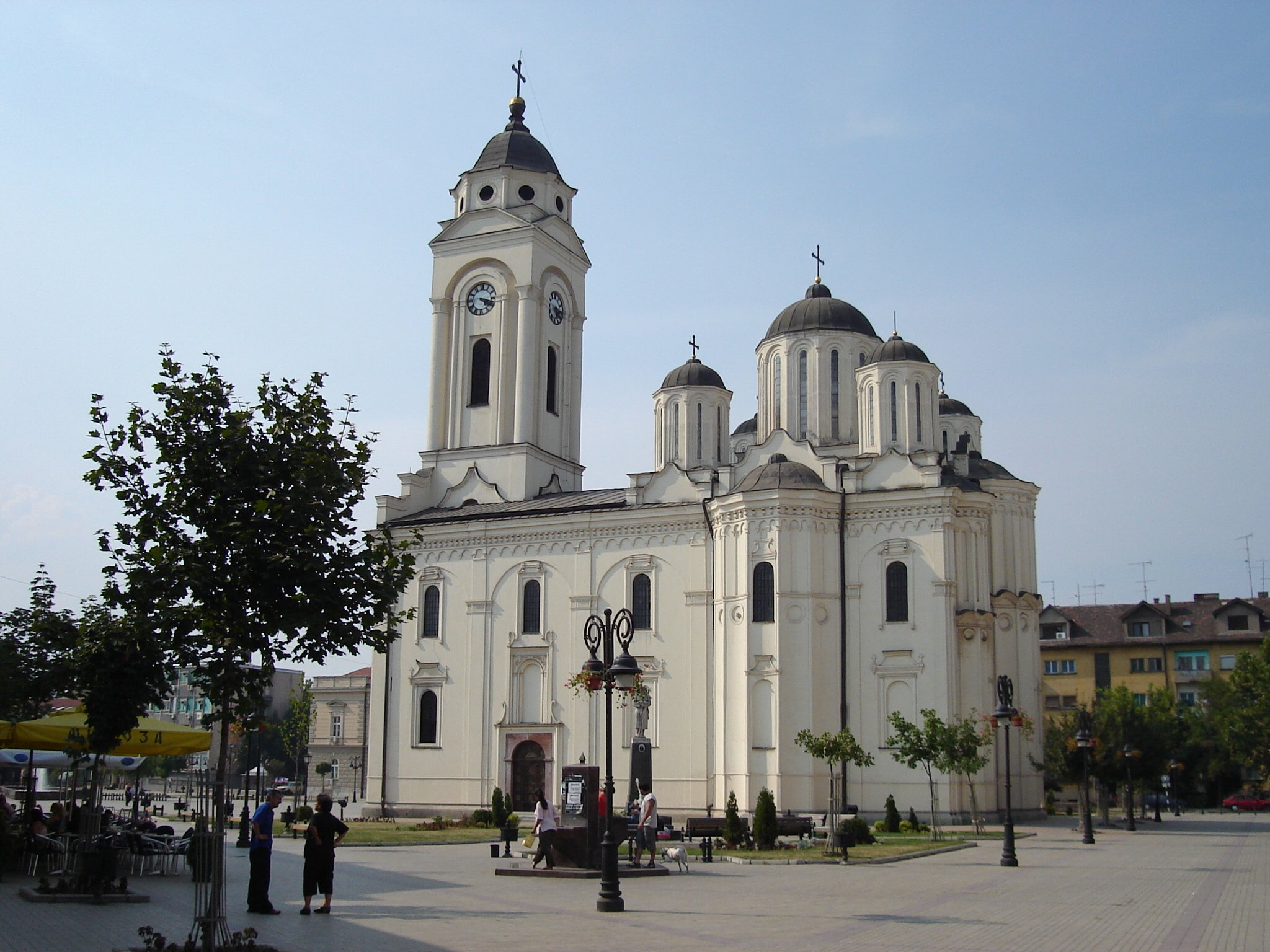
Chiesa ortodossa

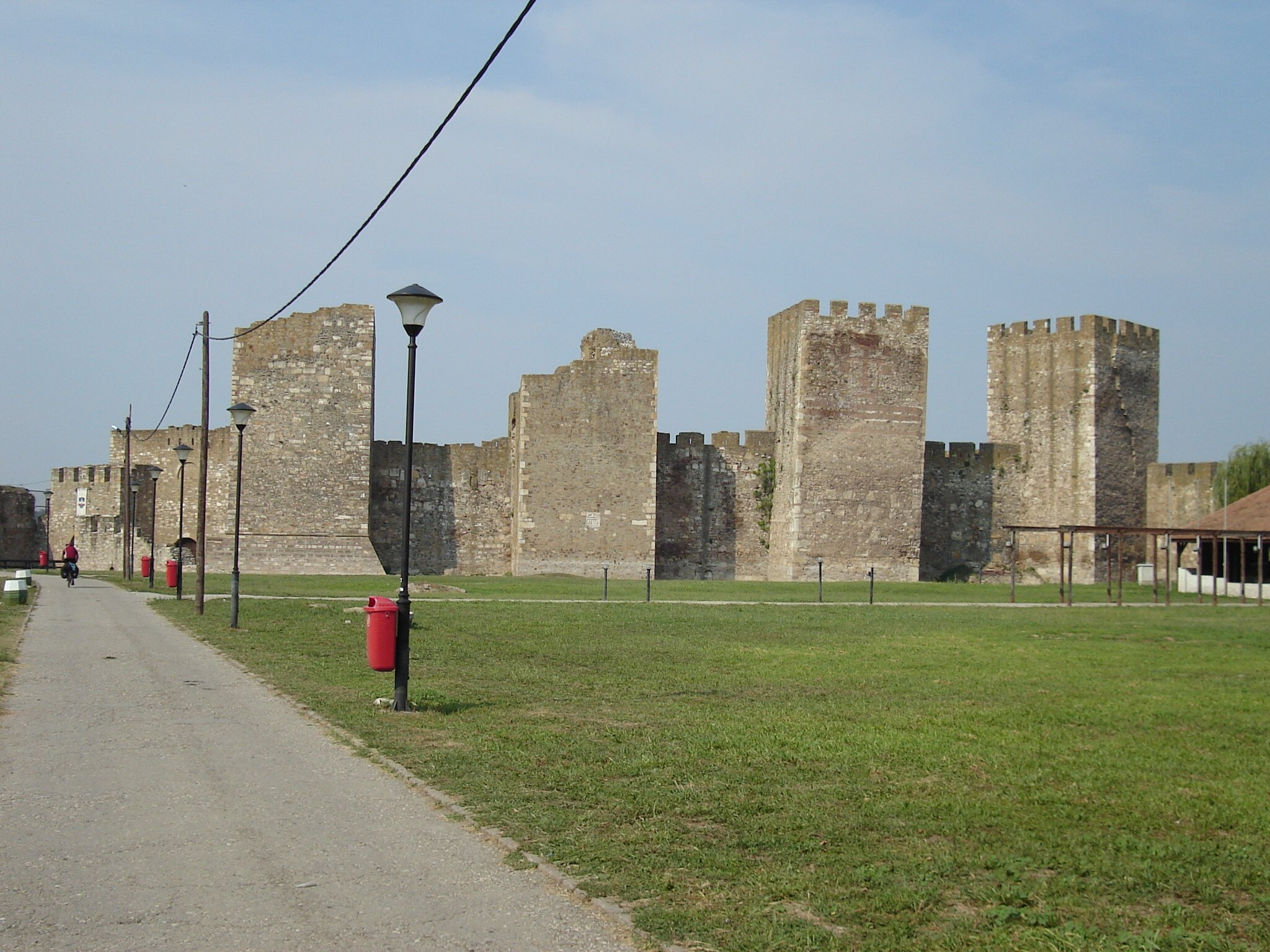
L'antica fortezza di Smederevo

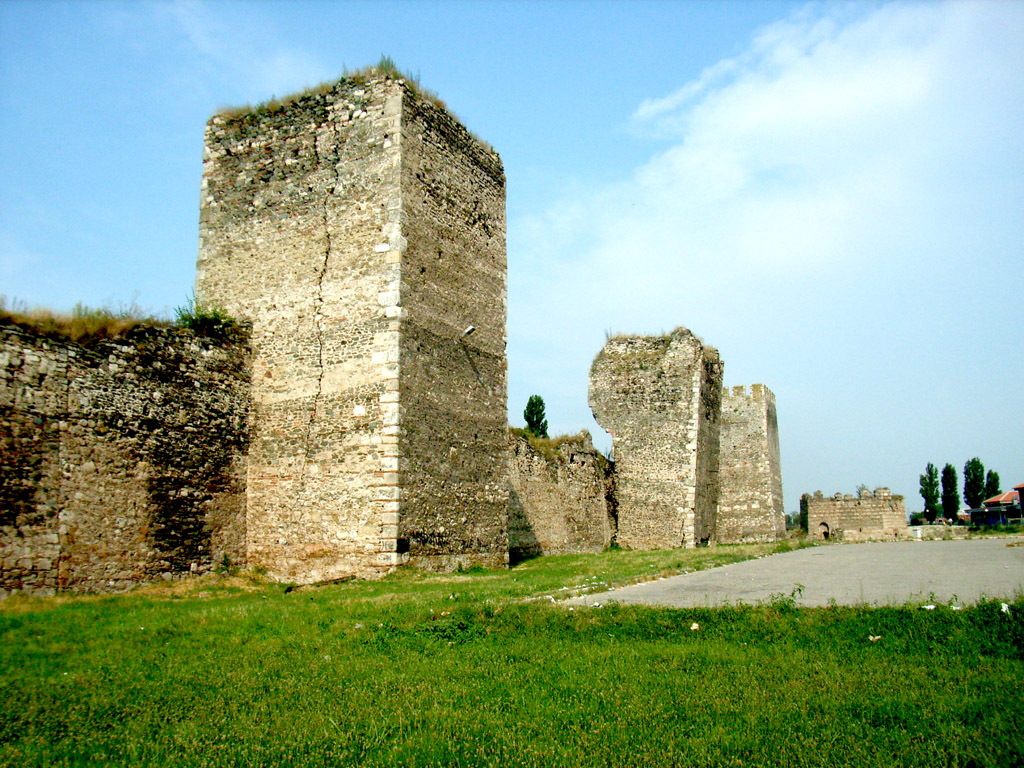
Mura meridionali dell'antica fortezza

Dopo la rottura dell'accordo da parte del suo alleato ungherese, che riprese le ostilità contro i Turchi, Đurađ Branković decise di rimanere neutrale. Il territorio serbo divenne un campo di battaglia tra l'Ungheria e gli Ottomani; Branković catturò Hunyadi dopo la sua sconfitta nel corso della Seconda battaglia del Kosovo nel 1448. Hunyadi venne imprigionato nella fortezza di Smederevo per un breve periodo.
Nel 1454 il sultano Mehmed II assediò Smederevo e devastò diverse regioni della Serbia. La città venne liberata dallo stesso Hunyadi. Nel 1459 Smederevo venne espugnata dai Turchi dopo la morte di Branković, divenendo una sorta di città-fortezza di frontiera, luogo cruciale per le diverse guerre ungaro-ottomane fino al 1526. Grazie alla sua posizione strategica, Smederevo venne gradualmente rinnovata e ingrandita. Per un lungo periodo la città fu capitale del Sangiaccato di Smederevo, un'unità amministrativa dell'Impero Ottomano.
Nell'autunno del 1476 un'armata formata da Ungheresi e Serbi tentò di conquistare la fortezza della città. La coalizione anti-turca costruì tre contro-fortezze in legno, ma dopo mesi d'assedio lo stesso sultano Mehmed II riuscì ad allontanarli dalla città dopo una feroce battaglia.
In 1494 Pál Kinizsi tentò nuovamente di espugnare Smederevo ma, colpito da paralisi, morì. Nel 1512 János Zápolya assediò nuovamente la città, senza però riuscire a sconfiggere gli Ottomani.
Nel corso della Prima rivolta serba del 1806, la città venne scelta come capitale temporanea della Serbia in qualità di sede del Praviteljstvujušči sovjet, un governo retto da Dositej Obradović. Nello stesso anno (1806) venne aperta la prima scuola elementare pubblica.
Durante la seconda guerra mondiale, la città venne occupata dalle truppe naziste tedesche, che utilizzarono la fortezza come arsenale e deposito per le munizioni. Il 5 giugno 1941 una catastrofica esplosione uccise migliaia di cittadini di Smederevo e danneggiò in maniera molto pesante il forte.
Nel 1999 la città venne bombardata dagli aerei NATO.

## Economia

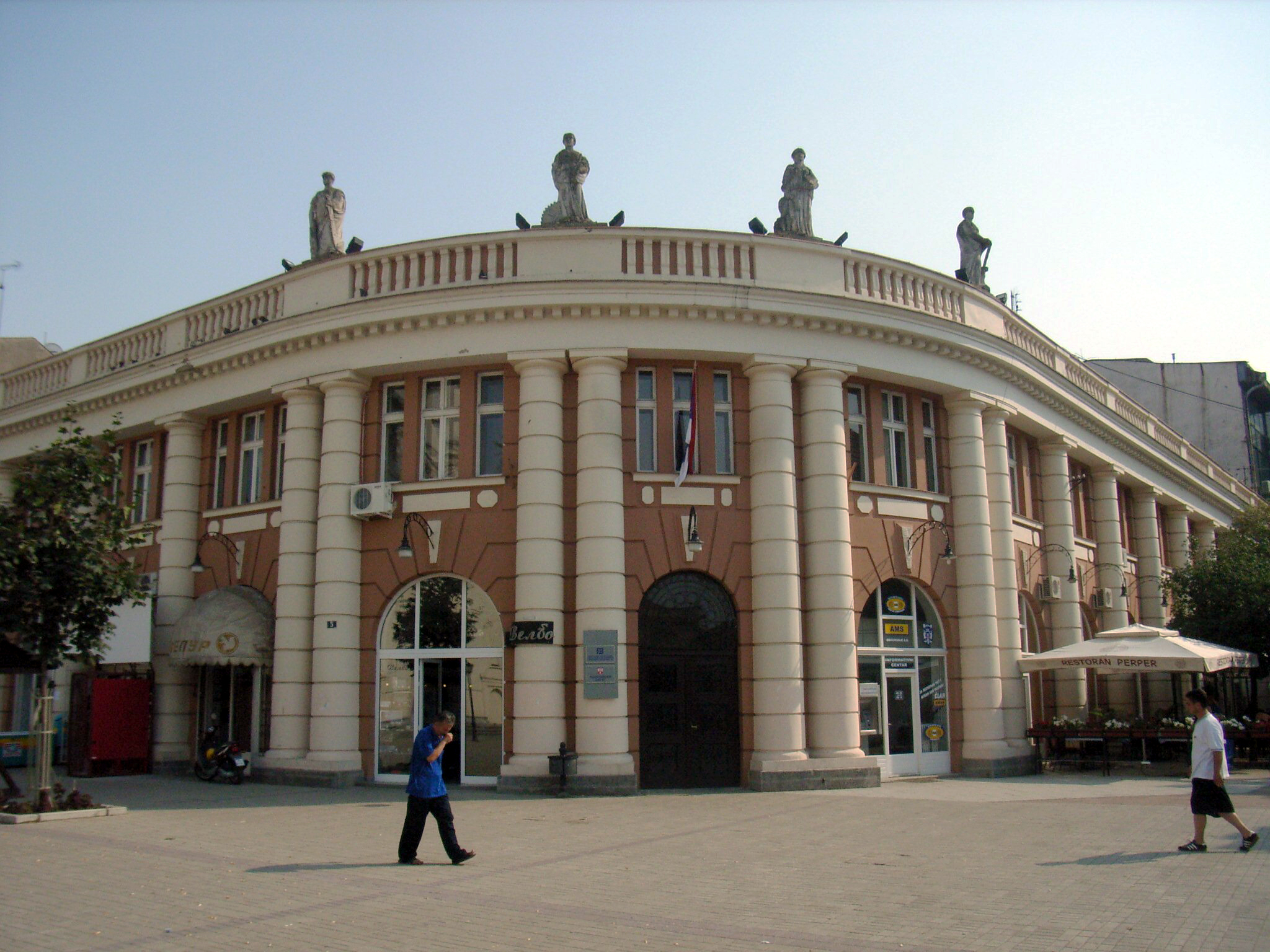
Edificio nel mercato della città

Smederevo è una città industriale e il centro dell'industria dell'acciaio serba. L'ampia fabbrica conosciuta in precedenza come Sartid è stata rilevata dall'americana U.S. Steel nel 2003; U.S. Steel Serbia impiega circa 8.000 dipendenti. La fabbrica di elettrodomestici Milan Blagojević è il secondo maggior impianto industriale della città. La fabbrica Ishrana è infine un importante produttore e fornitore di pane e prodotti da forno per la Serbia settentrionale e orientale.
Smederevo è anche un importante centro agricolo. Il distretto produce una quantità significativa di frutta e vino. Tuttavia il grosso consorzio agricolo di Smederevo Godomin si trovava in seri problemi finanziari dagli anni 1990 ed è pressoché fallito nel 2005.
Il tipo di vite conosciuta come Smederevka deve il suo nome alla città di Smederevo.

## Sport

### Calcio
La squadra principale della città è lo Smederevo.

### Pallacanestro
La squadra principale della città è il KK Smederevo 1953.